# Stortjärnen (Åsele socken, Lappland, 712978-154741)
Stortjärnen är en sjö i Åsele kommun i Lappland och ingår i Ångermanälvens huvudavrinningsområde. Sjön har en area på 0,185 kvadratkilometer och ligger 347 meter över havet.

## Delavrinningsområde
Stortjärnen ingår i det delavrinningsområde (713095-154665) som SMHI kallar för Utloppet av Båthussjön. Medelhöjden är 358 meter över havet och ytan är 16,26 kvadratkilometer. Räknas de 11 avrinningsområdena uppströms in blir den ackumulerade arean 204,79 kvadratkilometer. Stamsjöån som avvattnar avrinningsområdet har biflödesordning 2, vilket innebär att vattnet flödar genom totalt 2 vattendrag innan det når havet efter 226 kilometer. Avrinningsområdet består mestadels av skog (75 procent) och sankmarker (16 procent). Avrinningsområdet har 0,61 kvadratkilometer vattenytor vilket ger det en sjöprocent på 3,7 procent.